# Longicaudus naumanni
Longicaudus naumanni är en insektsart. Longicaudus naumanni ingår i släktet Longicaudus och familjen långrörsbladlöss. Inga underarter finns listade i Catalogue of Life.